# Kalibangan
Kalibangan – neolityczna osada miejska zaliczana do cywilizacji doliny Indusu, której pozostałości zostały odkryte w 1959 w odległości 310 km na północny zachód od Delhi. Główne ulice tego miasta miały jednakową szerokość i wytyczone były w linii prostej. Nie dotyczyło to jednak dróg drugorzędnych. Mur miejski wzmocniony był przez prostokątne baszty. Charakterystyczne dla Kalibanganu jest, że cegła wypalana była stosowana jedynie w łaźniach, kanałach i studniach, natomiast domy wznoszono z cegły suszonej.
Wewnątrz miasta na wzgórzu znajdowała się cytadela obejmująca obszar o wymiarach 130 na 260 metrów. Na zachód od miasta znajdowało się cmentarzysko.